# Chéries-Chéris
Chéries-Chéris (Festival du Film Lesbien, Gay, Bi, Trans & ++++ de Paris) é um festival anual internacional de filmes LGBT realizado em Paris em outubro ou novembro. Originalmente intitulado "Festival de Gays e Lésbicas de Paris", foi fundado em 1994 por Yann Beauvais, Philip Brooks, Élisabeth Lebovici e Nathalie Magnan . O festival é apoiado pelo Ministério da Cultura e pela Direction régionale des affaires culturelles da Île-de-France.
De 2006 a 2009, era concedido o prémio Canal + Short Film Award. A partir de 2010, passaram a ser entregues prémios para as seguintes categorias: Grande Prémio, Prémio de Interpretação, Grande Prémio Chéries para Documentário, Prémio Pink TV para Documentário, Grande Prémio do Festival e Pink TV Rosa para Curta-metragem e um prémio Menção Especial. 

## Grande Prémio
- 2010 - Uncle David  United Kingdom (realizadores: David Hoyle, Gary Reich e Mike Nicholls)
- 2011 - Romeos  Germany (realizador: Sabine Bernardi)
- 2012 - Facing Mirrors  Iran (realizador: Negar Azarbayjani)
- 2013 - Noor  France Pakistan (realizadores: Guillaume Giovanetti e Cagla Zencirci)
- 2014 - The Smell of Us  France (realizador: Larry Clark)
- 2015 - De l'ombre il ya  France (realizador: Nathan Nicholovitch)
- 2016 - O Ornitólogo  Portugal (realizador: João Pedro Rodrigues)[2][3][4]
- 2017 - Call me by your name  Italy  France (realizador: Luca Guadagnino )[5][6]
- 2018 - The Harvesters  South Africa (realizador: Etienne Kallos)[7]